# Gerald FitzGerald, 8. Duke of Leinster

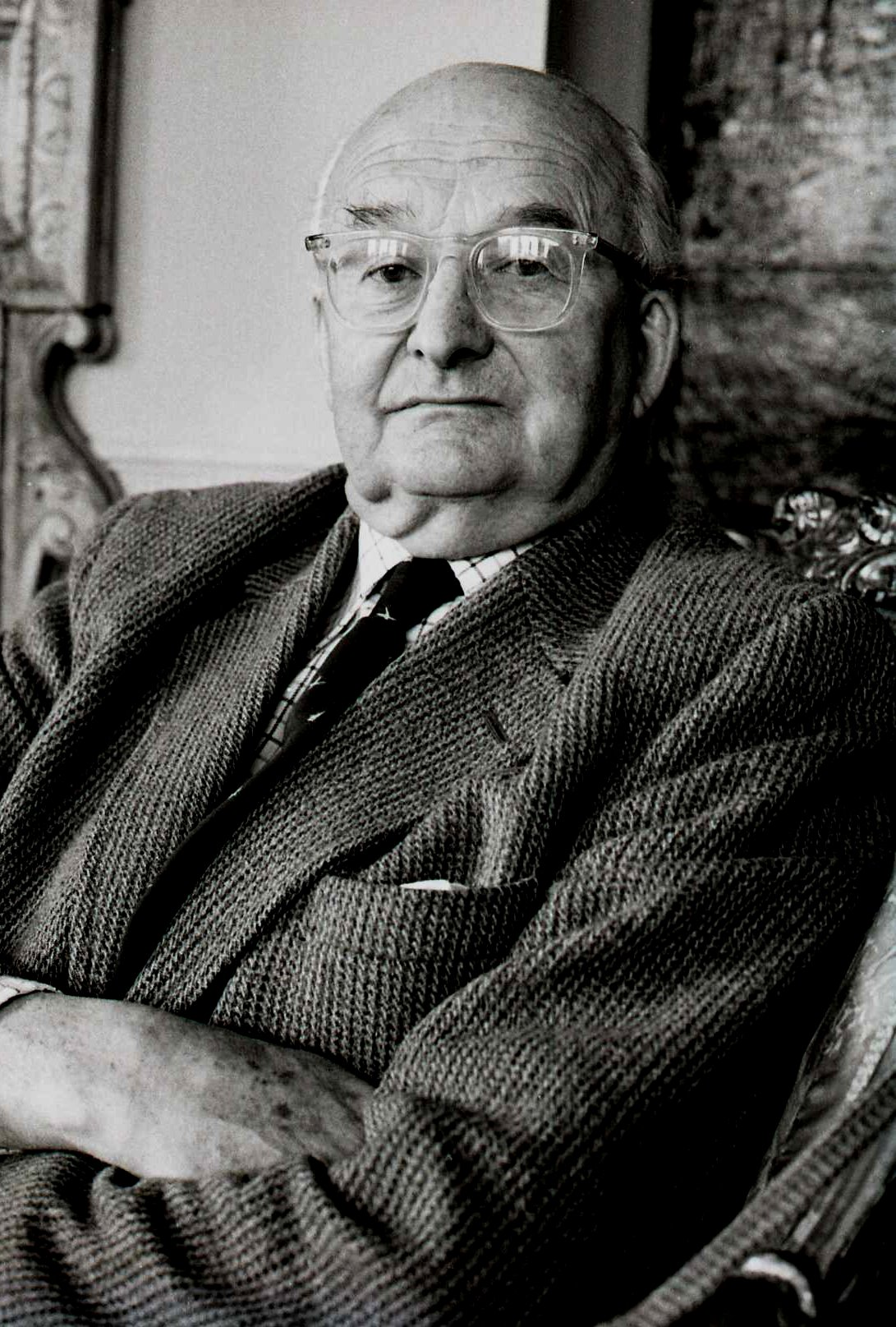
Gerald FitzGerald, 8. Duke of Leinster; Portraitfoto von Allan Warren 1990

Gerald FitzGerald, 8. Duke of Leinster (* 27. Mai 1914; † 3. Dezember 2004) war ein irisch-britischer Peer und parteiloser Politiker.

## Leben und Karriere
Er war das einzige Kind von Edward FitzGerald, 7. Duke of Leinster und dessen erster Frau, May Juanita Etheridge. Als Heir apparent seines Vaters führte er von 1922 bis 1976 den Höflichkeitstitel Marquess of Kildare. Wegen der Trennung seiner Eltern 1922 und deren folgender Scheidung acht Jahre später, verbrachte er einen Großteil seiner Kindheit bei seiner Großtante Lady Adelaide FitzGerald (1860–1942) in Johnstown Castle im County Wexford. Er besuchte das Eton College und wurde Kadett am Royal Military College in Sandhurst. Anschließend trat er als Offizier in die British Army und kämpfte als Major der 5th Royal Inniskilling Dragoon Guards im Zweiten Weltkrieg. Nachdem er während der Operation Overlord in der Normandie verwundet worden war, schied er als Invalide aus der Armee aus.
Nach dem Krieg bewirtschaftete er als Landwirt die zu seinem Anwesen Kilkea Castle im County Kildare gehörigen Ländereien. Er war ein begeisterter Förderer der Fuchsjagd und war Master verschiedener Foxhound-Meuten. Mangels wirtschaftlichem Erfolg seines Landwirtschaftsbetriebes verkaufte er in den frühen 1960er Jahren das Anwesen und zog nach Oxfordshire, England, wo er fortan als Geschäftsführer in der Luftfahrtindustrie arbeitete.
Als 1976 sein Vater starb, erbte er dessen irische Adelstitel als 9. Duke of Leinster, 9. Marquess of Kildare, 28. Earl of Kildare, 9. Earl of Offaly und 14. Baron Offaly, sowie dessen britische Adelstitel 9. Viscount Leinster und 6. Baron Kildare. Die Bestätigung seiner Adelstitel verzögerte sich um acht Monate, da ein Amerikaner letztlich erfolglos die Titel für sich beanspruchte und sich als Sohn von Maurice FitzGerald, 6. Duke of Leinster (1887–1922), dem älteren Bruders des 7. Dukes, ausgab. Mit den britischen Titeln war auch ein erblicher Sitz im House of Lords verbunden, den er bis zu den Reformen des House of Lords Act 1999 innehatte.
1999 versuchte er erfolglos zu verhindern, dass sein Halbbruder Adrian (* 1952), ein unehelicher Sohn seines Vaters, von Debrett's Peerage und Burke's Peerage als solcher anerkannt wurde und durch Deed poll den Nachnamen FitzGerald annahm.
Als er 2004 im Alter von 90 Jahren starb, erbte sein ältester Sohn Maurice seine Adelstitel.

## Ehen und Nachkommen
In erster Ehe heiratete er am 17. Oktober 1936 Joane Kavanagh (1915–1994). Die Ehe wurde 1946 geschieden. Mit ihr hat er drei Töchter:
- Lady Pamela Hermione FitzGerald (1937–1938);
- Lady Rosemary Anne FitzGerald (* 1939) ⚭ 1963 (1967 geschieden) Mark Killigrew Wait;
- Lady Nesta FitzGerald (* 1942) ⚭ 1977 Philip Tirard († 1993).

In zweiter Ehe heiratete er am 12. Juni 1946 Anne Smith (1922–2016). Mit ihr hat er zwei Söhne: 
- Maurice FitzGerald, 9. Duke of Leinster (* 1948) ⚭ 1972 Fiona Mary Francesca Hollick;
- Lord John FitzGerald (1952–2015) ⚭ 1982 (2012 geschieden) Barbara Zindel.